# Heckler & Koch USP Compact
La USP Compact è una variante della pistola semiautomatica USP prodotta dalla Heckler & Koch.

## Caratteristiche
La versione Compact della pistola USP è più piccola e leggera del modello standard ma conserva tutte le caratteristiche e i vantaggi di quest'ultima.
A differenza delle altre pistole delle stesse dimensioni, che utilizzano un'impugnatura a due dita, la USP Compact permette di stringere l'arma con tutte le tre dita libere; per una migliore presa, la base del caricatore è personalizzabile, intercambiabile tra piatta o allungata e angolata.
Per ridurre la lunghezza della canna e del carrello, il sistema di riduzione del rinculo presente nella USP standard è stato sostituito con un sistema di ammortizzamento a molla.

## Varianti
La USP Compact è stata realizzata anche in una variante militare, la USP Compact Tactical.
La versione Tactical utilizza esclusivamente cartucce .45 ACP, da cui l'abbreviazione USP45CT.
La canna è più lunga ed è dotata di filettatura finale per l'uso del silenziatore; inoltre, al di sotto della canna, la pistola è dotata di una slitta per l'aggancio di una torcia tattica.

## La USP Compact nella cultura di massa
- In ambito cinematografico, la USP Compact compare nei film C'era una volta in Messico[2], Casinò Royale[3] e V per Vendetta.[4]